# Магратій Петро Назарович
Петро Назарович Магратій (16 вересня 1948, смт Завалля, Гайворонського району Кіровоградської області) — театральний художник, живописець, заслужений працівник культури України.

## Життєпис
Народився  16 вересня 1948 року  в смт Завалля Гайворонського району Кіровоградської області.
Під час служби в Радянській Армії був художником в окружній газеті, звільнившись у запас, працював у художній майстерні Гайворонського районного Будинку культури.
У 1975 р. закінчив Одеське театральне художньо-технічне училище.
Член Національної спілки театральних діячів України.
 Від 1975 року працював художником-постановником, в 1980 – 1985 роках – заступником директора,  у 1985 – 2008 роках – завідувачем постановочною частиною Чернівецького музично-драматичного театру ім. Ольги Кобилянської. 
У послужному списку художника оформлення понад 100 вистав сучасної, класичної та зарубіжної драматургії. Серед них: «Шельменко-денщик» і  «Турецька голуба шаль» Г. Квітки-Основ'яненка, «Наймичка» і «Мартин Боруля» І. Карпенка-Карого, «Служниці» Ж. Жене, «Поминальна молитва» Г. Горіна, «Любов приходить ненароком», «Кіт у чоботях», «Золоте курча», «Любов до гробу», «Квітка кактуса», «Джаз подружнього життя», «Химерна Мессаліна» тощо.

## Нагороди та відзнаки
- Звання "Заслужений працівник культури України" (2010).

- Лауреат літературно-мистецької премії ім. Сидора Воробкевича 2006 року.